# Pfarrhaus (Ursensollen)

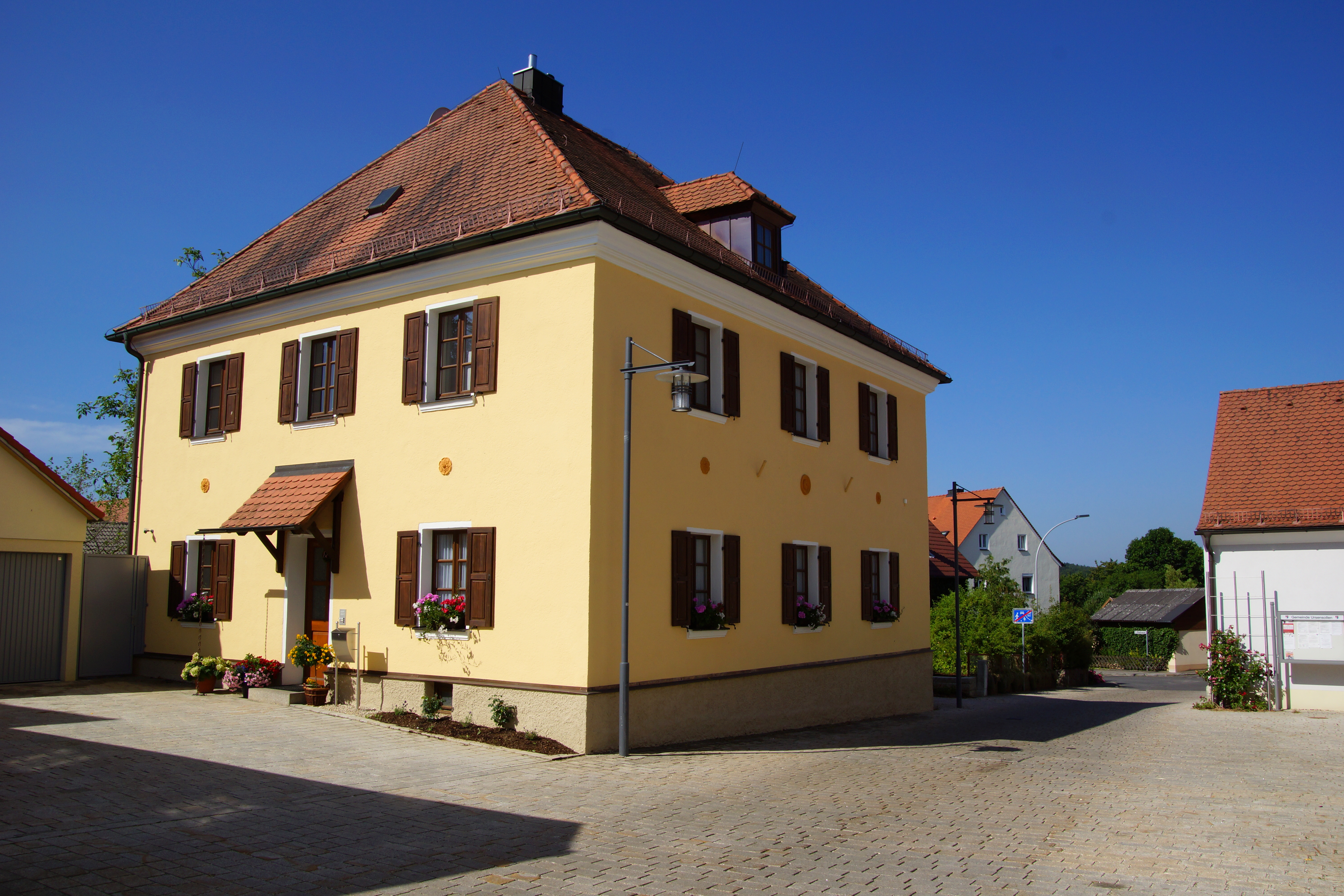
Pfarrhaus in Ursensollen

Das katholische Pfarrhaus in Ursensollen, einer Gemeinde im Oberpfälzer Landkreis Amberg-Sulzbach in Bayern, wurde nach 1835 errichtet. Das Pfarrhaus an der Vitusstraße 14, gegenüber der Pfarrkirche St. Vitus, ist ein geschütztes Baudenkmal.
Der zweigeschossige, verputzte Massivbau mit Walmdach und Stuckrosetten besitzt drei zu drei Fensterachsen.